# Estación de Campillos
Campillos es una estación de ferrocarril situada en el municipio español homónimo, en la provincia de Málaga, comunidad autónoma de Andalucía. Cuenta con servicios de media distancia operados por Renfe.

## Situación ferroviaria
Las instalaciones ferroviarias se encuentran situadas en el punto kilométrico 13,5 en la línea férrea de ancho ibérico Bobadilla-Algeciras, a 454 metros de altitud sobre el nivel del mar, entre las estaciones de Bobadilla y de Teba. El trazado es de vía única y está sin electrificar.

## Historia
La estación fue puesta en servicio el 7 de septiembre de 1891 con la apertura del tramo Ronda-Bobadilla de la línea férrea que pretendía unir esta última con Algeciras. Las obras corrieron a cargo de la compañía inglesa The Algeciras-Gibraltar Railway Company. El 1 de octubre de 1913 la concesión de la línea fue traspasada a la Compañía de los Ferrocarriles Andaluces que la gestionó hasta que en 1941 se produjo la nacionalización del ferrocarril en España y se creó RENFE. Desde enero de 2005 el ente Adif es la titular de las instalaciones ferroviarias.

## Servicios ferroviarios

### Media Distancia
Gracias a su línea 70 Renfe enlaza la estación con Algeciras, Ronda y Antequera-Santa Ana.
| Línea MD | Trenes | Origen/Destino            |  | Destino/Origen |
| -------- | ------ | ------------------------- |  | -------------- |
| 70       | MD     | Antequera-Santa Ana Ronda |  | Algeciras      |